# Трухильо, Роберт
Роберт Трухильо (полное имя Роберто Агустин Мигель Сантьяго Самуэль Трухийо Веракруз, исп. Roberto Agustín Miguel Santiago Samuel Trujillo Veracruz [roˈβerto tɾuˈxiʎo]; 23 октября 1964, Санта Моника, Калифорния, США) — американский музыкант, бас-гитарист. Был участником таких музыкальных коллективов как Suicidal Tendencies (с 1989 по 1997 год), Infectious Grooves (c 1992 года), Black Label Society (2002), играл в группе Оззи Осборна (с 1996 по 2003 год), с 2003 года является бас-гитаристом и бэк-вокалистом группы Metallica.

## Биография
Родился 23 октября 1964 года в Санта Монике, Калифорния. Имеет мексиканское происхождение.
Присоединившись к Suicidal Tendencies (в 1989), Роберт внёс фанковые нотки в звучание группы, что особенно слышно на альбомах Lights...Camera...Revolution! и The Art of Rebellion. В итоге Роб заразил лидера Suicidal Tendencies Майка Мьюра фанк-музыкой и они вдвоём организовали проект Infectious Grooves, чтобы играть более фанк-ориентированную музыку.
В конце девяностых Роберт присоединяется к группе Оззи Осборна.
24 февраля 2003 года Трухильо становится басистом группы Metallica. Процесс прослушивания и принятия Роба в группу показан в документальном фильме Some Kind of Monster.

## Семья
Сын Роберта Тай Трухильо также играет на бас-гитаре в молодёжной рок-группе The Helmets. В апреле 2017 года в двенадцатилетнем возрасте Тай Трухильо присоединился к ню-метал группе Korn, заменив их основного басиста в концертном туре по Южной Америке.

## Сценический образ
Роб часто передвигается по сцене своеобразной «крабьей» походкой с низко расположенной гитарой, строит жуткие гримасы, шутит, изображает что-то плавными движениями рук. Почти всегда выступает в шортах-бермудах. В начале карьеры в Metallica Роб мало подпевал, но со временем стал основным бэк-вокалистом группы.

## Дискография
- Suicidal Tendencies
  - Controlled By Hatred/Feel Like Shit...Déjà Vu — 1989 (credited as «Stymee»)
  - Lights...Camera...Revolution! — 1990
  - The Art of Rebellion — 1992
  - Still Cyco After All These Years −1993
  - Suicidal for Life — 1994
  - Prime Cuts — 1997
- Гленн Типтон
  - Baptizm of Fire — 1997
- Infectious Grooves
  - The Plague That Makes Your Booty Move...It's the Infectious Grooves — 1991
  - Sarsippius' Ark — 1993
  - Groove Family Cyco — 1994
  - Mas Borracho — 2000
- Mass Mental
  - How To Write Love Songs — 1999
  - Live In Tokyo — 2001
- Ozzy Osbourne
  - Down to Earth — 2001
  - Blizzard of Ozz переиздание — 2002
  - Diary Of A Madman переиздание — 2002
  - Live At Budokan — 2002
  - Patient Number 9 — 2022
- Black Label Society
  - 1919 Eternal — 2002
  - Boozed, Broozed, and Broken-Boned (Live DVD) — 2002
- Jerry Cantrell
  - Degradation Trip — 2002
  - Degradation Trip Volumes 1 & 2 — 2002
- Metallica
  - Death Magnetic — 2008
  - Live at Grimey's — 2010
  - Beyond Magnetic — 2011
  - Through the Never — 2013
  - Hardwired...To Self-Destruct — 2016
  - 72 Seasons — 2023